# Судзукі Кейта
Кейта Судзукі (яп. 鈴木 啓太, нар. 8 липня 1981, Сідзуока) — колишній японський футболіст, півзахисник. 
Протягом усієї кар'єри виступав за клуб «Урава Ред Даймондс», а також національну збірну Японії.

## Клубна кар'єра
Народився 8 липня 1981 року в місті Сідзуока. Займався футболом в команді Університету Токай.
У дорослому футболі дебютував 2000 року виступами за команду клубу «Урава Ред Даймондс», кольори якої безперервно захищав аж до кінця 2015 року, після чого оголосив про завершення кар'єри. За цей час Кейта з командою виграв національний чемпіонат, два кубка Імператора, по одному кубку ліги та суперкубку Японії, а також став переможцем Ліги чемпіонів АФК. Сам же Судзукі двічі був включений до символічної збірної Джей-ліги, а у 2007 році був визнаний гравцем року в Японії.

## Виступи за збірні
Протягом 2002—2004 років залучався до складу молодіжної збірної Японії. На молодіжному рівні зіграв у 13 офіційних матчах, забив 2 голи.
2006 року дебютував в офіційних матчах у складі національної збірної Японії. 
У складі збірної був учасником кубка Азії з футболу 2007 року у чотирьох країнах відразу, де зіграв у 6 матчах і зайняв з командою 4 місце.
Всього провів у формі головної команди країни 28 матчів.

## Статистика

### Клубна
| Клуб                 | Сезон   | Чемпіонат | Чемпіонат | Кубок Імператора | Кубок Імператора | Кубок Джей-ліги | Кубок Джей-ліги | Ліга чемпіонів АФК | Ліга чемпіонів АФК | Інше1 | Інше1 | Всього | Всього |
| Клуб                 | Сезон   | Ігор      | Голів     | Ігор             | Голів            | Ігор            | Голів           | Ігор               | Голів              | Ігор  | Голів | Ігор   | Голів  |
| -------------------- | ------- | --------- | --------- | ---------------- | ---------------- | --------------- | --------------- | ------------------ | ------------------ | ----- | ----- | ------ | ------ |
| «Урава Ред Даймондс» | 2000    | 0         | 0         | 2                | 1                | 0               | 0               | -                  | -                  | -     | -     | 2      | 1      |
| «Урава Ред Даймондс» | 2001    | 15        | 1         | 4                | 0                | 2               | 0               | -                  | -                  | -     | -     | 21     | 1      |
| «Урава Ред Даймондс» | 2002    | 26        | 1         | 1                | 0                | 4               | 1               | -                  | -                  | -     | -     | 31     | 2      |
| «Урава Ред Даймондс» | 2003    | 29        | 1         | 1                | 0                | 10              | 1               | -                  | -                  | -     | -     | 40     | 2      |
| «Урава Ред Даймондс» | 2004    | 25        | 0         | 4                | 0                | 8               | 0               | -                  | -                  | 2     | 0     | 39     | 0      |
| «Урава Ред Даймондс» | 2005    | 29        | 0         | 4                | 0                | 6               | 2               | -                  | -                  | -     | -     | 39     | 2      |
| «Урава Ред Даймондс» | 2006    | 31        | 1         | 5                | 0                | 6               | 0               | -                  | -                  | 1     | 0     | 43     | 1      |
| «Урава Ред Даймондс» | 2007    | 33        | 1         | 1                | 0                | 0               | 0               | 12                 | 0                  | 5     | 0     | 51     | 1      |
| «Урава Ред Даймондс» | 2008    | 23        | 0         | 2                | 0                | 1               | 0               | 1                  | 0                  | -     | -     | 27     | 0      |
| «Урава Ред Даймондс» | 2009    | 32        | 1         | 1                | 0                | 7               | 0               | -                  | -                  | -     | -     | 40     | 1      |
| «Урава Ред Даймондс» | 2010    | 17        | 0         | 3                | 0                | 5               | 0               | -                  | -                  | -     | -     | 25     | 0      |
| «Урава Ред Даймондс» | 2011    | 19        | 1         | 2                | 0                | 6               | 0               | -                  | -                  | -     | -     | 27     | 1      |
| «Урава Ред Даймондс» | 2012    | 31        | 2         | 3                | 0                | 2               | 0               | -                  | -                  | -     | -     | 36     | 2      |
| «Урава Ред Даймондс» | 2013    | 30        | 0         | 0                | 0                | 4               | 0               | 4                  | 0                  | -     | -     | 38     | 0      |
| «Урава Ред Даймондс» | 2014    | 28        | 1         | 1                | 0                | 3               | 0               | -                  | -                  | -     | -     | 32     | 1      |
| «Урава Ред Даймондс» | 2015    | 4         | 0         | 0                | 0                | 0               | 0               | 5                  | 0                  | 1     | 0     | 10     | 0      |
| Загалом              | Загалом | 372       | 10        | 34               | 1                | 64              | 4               | 22                 | 0                  | 9     | 0     | 501    | 15     |

1Включає Чемпіонат Джей-ліги, Суперкубок Японії з футболу, Кубок чемпіонів Східної Азії та Клубний чемпіонат світу з футболу.

### Збірна
| Збірна      | Рік | Ігор | Голів |
| ----------- | --- | ---- | ----- |
| Японія U-23 |     |      |       |
| 2002        | 6   | 1    |       |
| 2003        | 8   | 0    |       |
| 2004        | 12  | 1    |       |
| Всього      | 26  | 2    |       |
| Японія      |     |      |       |
| 2006        | 7   | 0    |       |
| 2007        | 13  | 0    |       |
| 2008        | 8   | 0    |       |
| Всього      | 28  | 0    |       |

## Досягнення

### Національні змагання
- Джей-ліга 
  -  Переможець (1): 2006
  -  Переможець першого етапу: (1) 2015
  -  Срібний призер (4): 2004, 2005, 2007, 2014

- Джей-ліга 2
  -  Срібний призер (1): 2000

- Кубок Імператора
  -  Володар (2): 2005, 2006
  -  Срібний призер (1): 2015

- Кубок Джей-ліги
  -  Володар (1): 2003
  -  Фіналіст (4): 2002, 2004, 2011, 2013

- Суперкубок Японії
  -  Володар (1): 2006
  -  Фіналіст (2): 2007, 2015

### Континентальні
- Ліга чемпіонів АФК
  -  Переможець (1): 2007

### Міжнародні
- Клубний чемпіонат світу з футболу
  -  Бронзовий призер (1): 2007

### Збірні
- Срібний призер Азійських ігор: 2002

### Індивідуальні
- Футболіст року в Японії: 2007
- У символічній збірній японської Джей-ліги: 2006, 2007